# 11480 Velikij Ustyug
11480 Velikij Ustyug este un asteroid din centura principală de asteroizi.

## Descriere
11480 Velikij Ustyug este un asteroid din centura principală de asteroizi. A fost descoperit pe 7 septembrie 1986 la Observatorul de Astrofizică din Crimeea de Liudmila Cernîh. Asteroidul prezintă o orbită caracterizată de o semiaxă mare de 2,21 ua, o excentricitate de 0,17 și o înclinație de 3,5° în raport cu ecliptica.